# NGC 6692
NGC 6692 é uma galáxia elíptica (E-S0) localizada na direcção da constelação de Lyra. Possui uma declinação de +34° 50' 39" e uma ascensão recta de 18 horas, 41 minutos e 41,5 segundos.
A galáxia NGC 6692 foi descoberta em 11 de Agosto de 1883 por Édouard Jean-Marie Stephan.